# Карибски виреон
Карибският виреон (Vireo caribaeus) е вид птица от семейство Vireonidae. Видът е световно застрашен, със статут Уязвим.

## Разпространение
Видът е разпространен в Колумбия.